# Arménská republika (1918–1920)
Arménská republika (arménsky Հայաստանի Հանրապետութիւն) byl první novodobý nezávislý stát Arménů, který vznikl v roce 1918 po kolapsu carského Ruska. Samostatně existovala v době občanské války v Rusku a zanikla po bolševickém povstání a obsazení Rudou armádou v prosinci 1920. Dnešní Arménie volně navazuje na původní Arménskou demokratickou republiku a Arméni nazývají období nezávislosti v letech 1918–1920 První republikou.

## Předcházející události
Území obývané Armény bylo před první světovou válkou rozděleno na západní a východní část. Východ byl pod správou carského Ruska a západní část ovládali Turci. Se začátkem první světové války svitla Arménům naděje na sjednocení Arménů pod patronátem Ruska a osvobození západní Arménie od muslimské nadvlády. V politice začala strana Arménská revoluční federace prosazovat myšlenku sjednocení a Arméni byli v hojném počtu rekrutováni do carské armády. S pomocí několika arménských batalionů bylo Rusy dokonce dobyto turecké město Erzurum v roce 1916.
Únorová revoluce v roce 1917 sice svrhla cara, ale prozatímní vláda pokračovala ve válce. Moci na území Kavkazu se chopil Speciální zakavkazský komitét, který byl prodlouženou rukou nové prozatímní vlády. Jedním z členů komitétu byl Armén Michael Papadjanian. Západní Arménie, kterou Rusové dobyli, byla začleněna do Ruska, byly vytvořeny správní orgány a území začalo podléhat arménské jurisdikci. Většinou úředníků vedoucí správu oblastí se stali Arméni.
Říjnová revoluce v roce 1917 se stala velkou komplikací v záměrech sjednotit obě části Arménie. Bolševici, kteří se chopili moci, uzavřeli s Tureckem mír (tzv. Mír z Erzincanu) v prosinci 1917. Všechny kavkazské národy ale odmítly uznat bolševickou nadvládu a bolševici tak ztratili kontrolu nad oblastí.

## Cesta k nezávislosti

### Mír s Tureckem
Po uzavření míru s Tureckem byl svolán mezinárodní Kavkazský sejm, kterého se účastnili Gruzínci, Arméni a Azeři. Na jeho popud vznikla v únoru 1918 nezávislá Zakavkazská demokratická federativní republika. V březnu 1918 uzavřeli bolševici Brestlitevský mír aby se zabránilo útoku několikrát početnější turecké armády na nově vzniklou republiku. Konference se konala v Trabzonu a měla pro Armény velice tvrdé výsledky. Zakavkazská republika musela vyklidit celou západní Arménii a ještě se vzdát původních arménských území s městy Batumi, Kars a Ardahan. Smlouva obsahovala demilitarizaci všech ruských a arménských jednotek jak v západní, tak i ve východní Arménii. Turci na znovu obsazeném území zahájili brutální politiku vůči Arménům, které nazvali vlastizrádci. Celá událost se stala největší genocidou v novodobých dějinách. Turci zavraždili v průběhu let 1915–1918 přes 1,2 miliónů Arménů (více Arménská genocida).

### Rozpad Kavkazské republiky

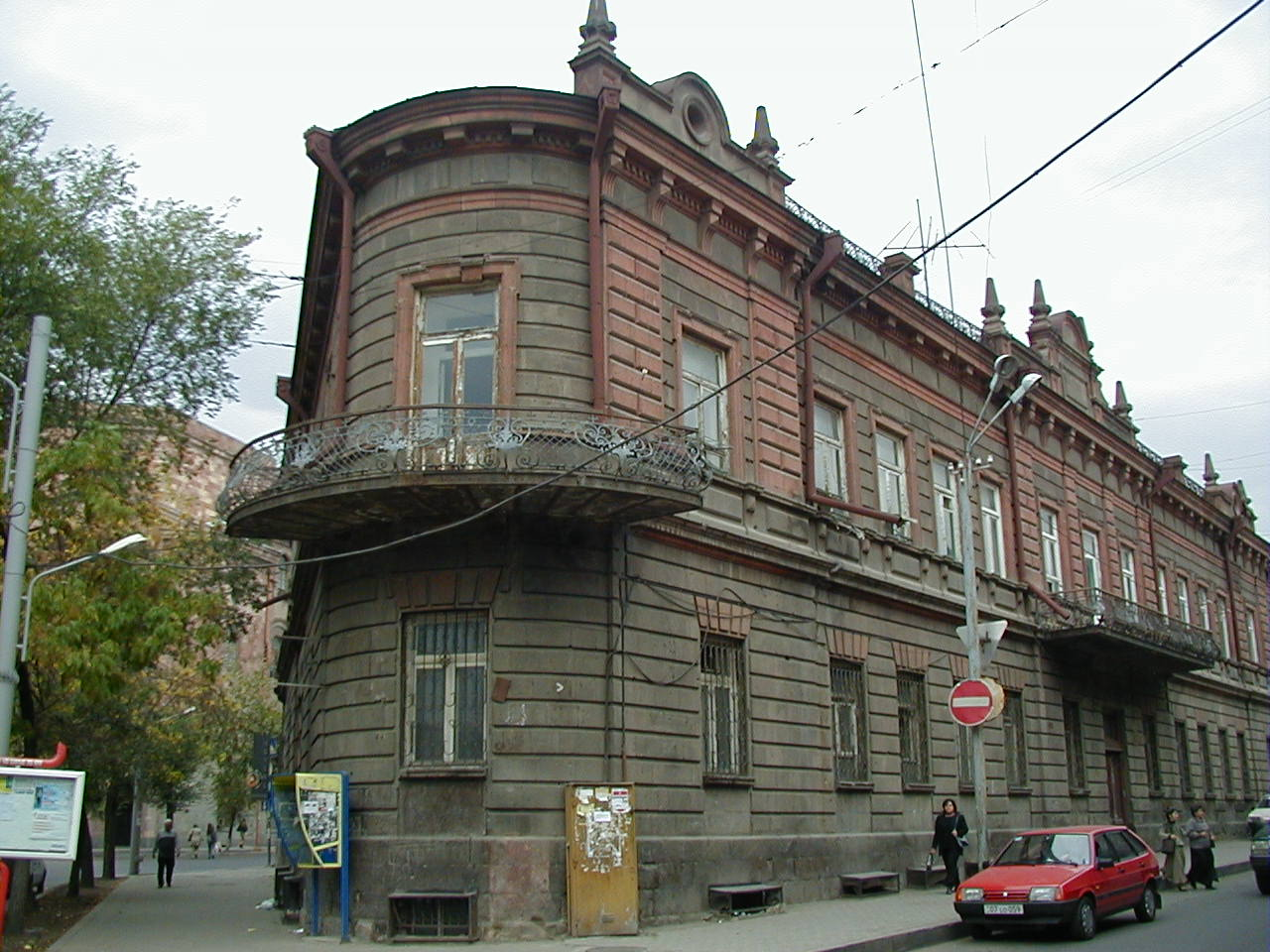
Sídlo arménského parlamentu v roce 1918

Další mírová konference se konala v Batumi v květnu 1918. Turci předložili nároky na arménská města Gjumri a Ečmiadzin a dokonce na pozdější hlavní město Gruzie Tbilisi. Gruzínští delegáti byli zděšeni vývojem situace, a tak se 26. května 1918 odtrhli od Kavkazské republiky. Vznikly tak tři nástupnické státy: Arménská demokratická republika, Gruzínská demokratická republika a Ázerbájdžánská demokratická republika.

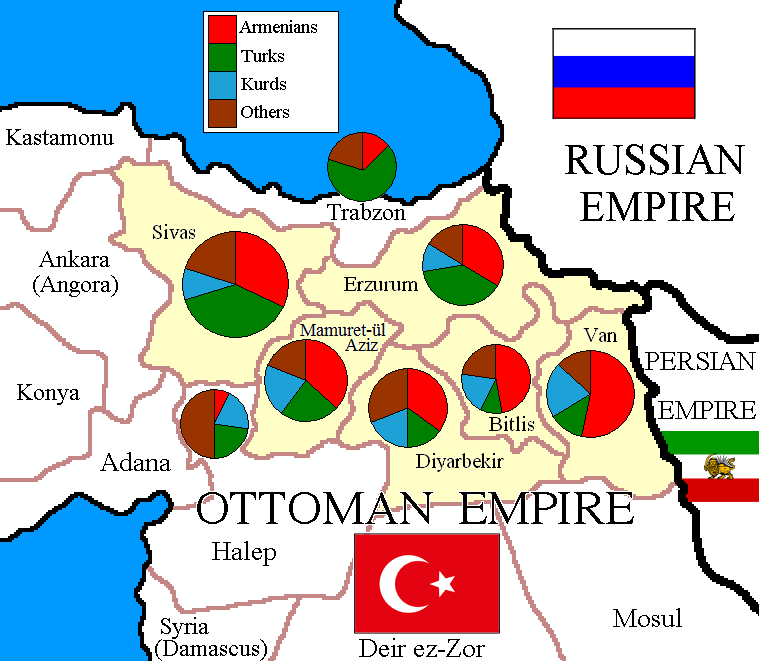
Národy západní Arménie v roce 1912 (červeně Arméni, zeleně Turci, modře Kurdové, hnědě ostatní)

Arméni nebyli z nabyté nezávislosti nadšeni. Rozpadem Kavkazské republiky ztratili poslední spojence a jejich území bylo z většiny obsazeno Turky. Situace se stala ještě více zoufalou, když Turci obsadili město Ečmiadzin, a měli tak volný přístup k centru arménského odporu, městu Erivan (dnešní Jerevan). Arménské vojsko však bylo schopno odvrátit totální porážku a zvítězilo v bitvách u Sardarabadu a Karakilisu v květnu 1918. Část východní Arménie tak zůstala nezávislá.

### Vytvoření samostatného státu
Arménská revoluční federace koncem května 1918 rozhodla, že Arménie se stane republikou. Z počátku bylo vytvořeno ministerstvo vnitra, které založilo policejní složky a řídilo školství, železnici, telegrafy a soudy. První volby se konaly v červnu 1919 a hned bylo jasné, že nastanou problémy s místními menšinami. Kurdové a Ázerbájdžánci tvořili v některých oblastech dokonce většinu populace. Arménští emigranti z USA se vrátili do vlasti a začali vytvářet arménský právní systém. V lednu 1919 byla založena první univerzita v zemi.

## Doba nezávislosti

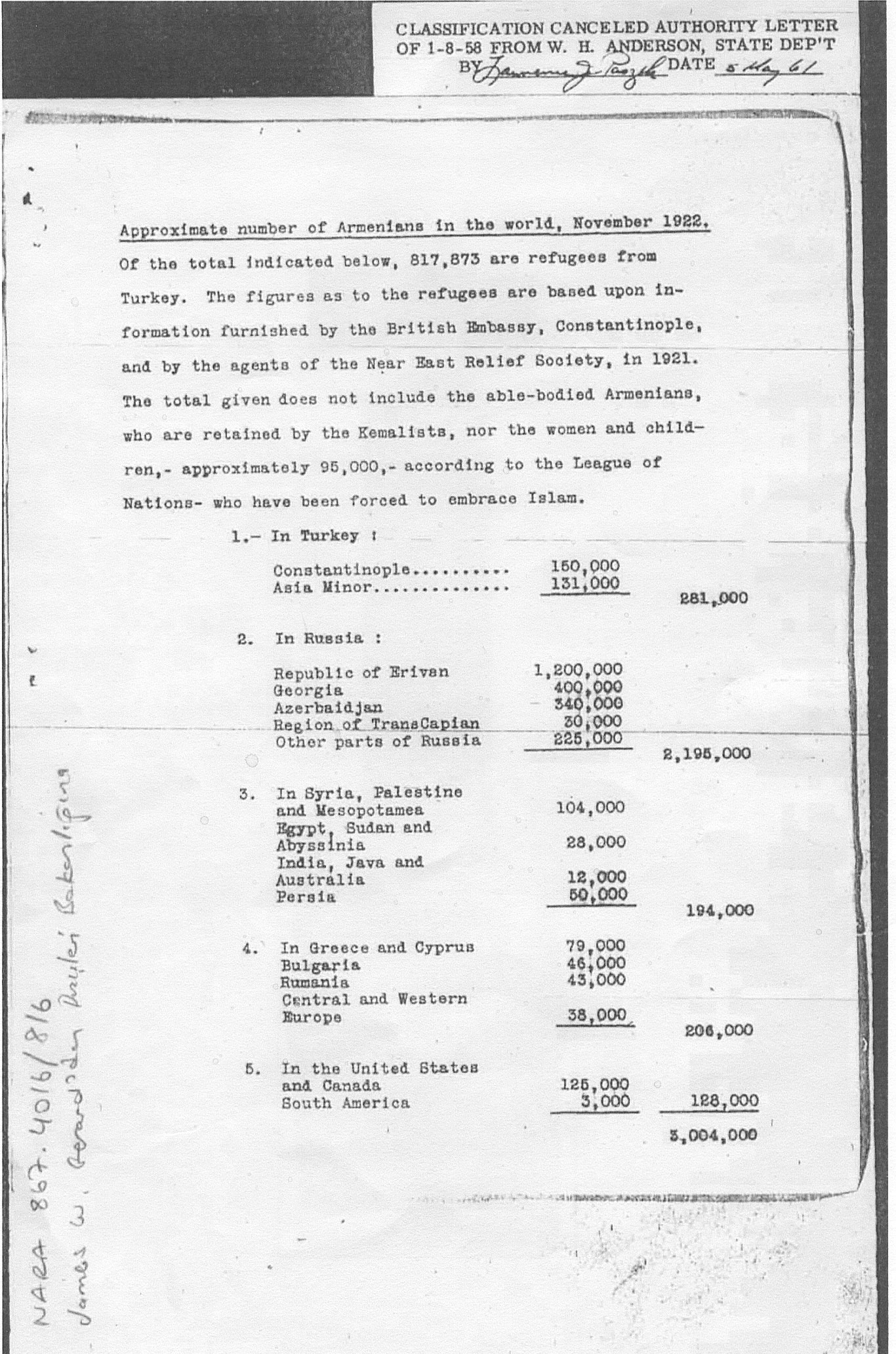
Arménská populace v roce 1921

### Populace Arménie
Arménská populace čítala v roce 1914 2,8 miliónu v Rusku a 1,5 miliónu v Turecku. Nově vzniklá republika měla v roce 1918 kromě 800 000 Arménů ještě 100 000 příslušníků jiných národností (především Turků, Ázerbájdžánců a Kurdů). Z počtu 800 000 bylo pouze půl miliónu původních obyvatel východní Arménie. Ostatních 300 000 Arménů byli uprchlíci před genocidou z Turecka. Mezi takovým velkým počtem uprchlíků se začal šířit tyfus[nepřesný odkaz] a kriminalita.
V roce 1919 se počet uprchlíků navýšil na 350 000. Turecko ale prohrálo válku a muselo se stáhnout ze západní Arménie, takže obrovský příliv uprchlíků ustal. V roce 1919 měla Arménie 650 000 arménských občanů a 350 000–400 000 příslušníků jiných národností.

### Mezinárodní vztahy
Po konci války v roce 1918 a stažení tureckých vojsk z arménských území byly pod správou Arménů krom území dnešní Arménie i příhraniční turecké provincie Kars, Iğdır a část provincie Ardahan. Oblasti s arménskou menšinou Nachičevan, Náhorní Karabach a Zangezur byly pod správou Ázerbájdžánu a dnešní arménská provincie Lori byla pod vládou Gruzie. Smlouvou z Sèvres byla oficiálně uznána nezávislost Arménie a diplomatické vztahy byly navázány z významných států s USA, Británií, Itálií a Německem.

Národnostní složení Kavkazu

#### Válka s Gruzií
Po stažení turecké armády se objevila řada územních sporů. Arménsko-gruzínský spor se vedl o provincii Lori, jejíž území bylo osídleno Armény. Arménská armáda zaútočila na Gruzii, po počátečních úspěších však musela ustoupit. Boje probíhaly dva týdny a pak zasáhli Britové. Do oblasti Kavkazu byla poslána intervenční armáda, která měla dohlížet na mír v oblasti. Britové obsadili provincii Lori a vytvořili z ní neutrální zónu. Napětí mezi zeměmi ale zůstalo. Gruzínci dokonce určitou dobu zadržovali na svém území vlaky, které vozily do Arménie základní potraviny.

#### Válka s Ázerbájdžánem
Ještě napjatější vztahy měli Arméni s Ázerbájdžánci. Tyto dva národy dělily a dělí víra, původ, kultura a vřelé vztahy mezi Ázerbájdžánci a Turky. Hranice mezi Arménií a nově vzniklou Ázerbájdžánskou demokratickou republikou nebyla zcela definována. Ázerbájdžánci nárokovali města Gjandža, Batumi, Kars a dokonce hlavní město Tbilisi v případě Gruzie a Jerevan v případě Arménie. Diplomatické jednání selhalo a konflikt probíhal mezi roky 1918–1919.
Válka skončila bez vítěze. Náhorní Karabach a Nachičevan zůstaly Ázerbájdžánu a provincie Sjunik připadla Arménii. Arméni, především v Náhorním Karabachu, ale pokračovali v boji proti ázerbájdžánským úřadům i po ukončení bojů.

Turecké územní ztráty po Sèvreské smlouvě

#### Jihozápadní kavkazská republika
V prosinci 1918 byla vyhlášena v západní Arménii pod vedením Turka Fakhra al-Din Pirioghla Jihozápadní kavkazská republika. Byl to pokus Turků zabránit ztrátě provincií obydlených Armény ve východním Turecku. Hlavním městem se stal Kars a republika se měla stát loutkovým státem Turecka. Republika existovala zároveň s britskou intervenční správou západní Arménie. Republika byla rozpuštěna v květnu 1919 po nátlaku Britů a celá oblast byla nakonec odevzdána Arménii.

#### Sèvreská smlouva
Mírová smlouva z Sèvres ze srpna 1920 byla jednou ze smluv končící první světovou válku mezi státy dohody a Osmanskou říší (Tureckem). Tato smlouva upravovala hranice Turecka a pro Armény dopadla velmi příznivě. Turecko bylo nuceno uznat arménskou nezávislost a odstoupit jim velkou část svého území na východě (viz mapka vpravo).

## Konec nezávislosti

### Válka s Tureckem

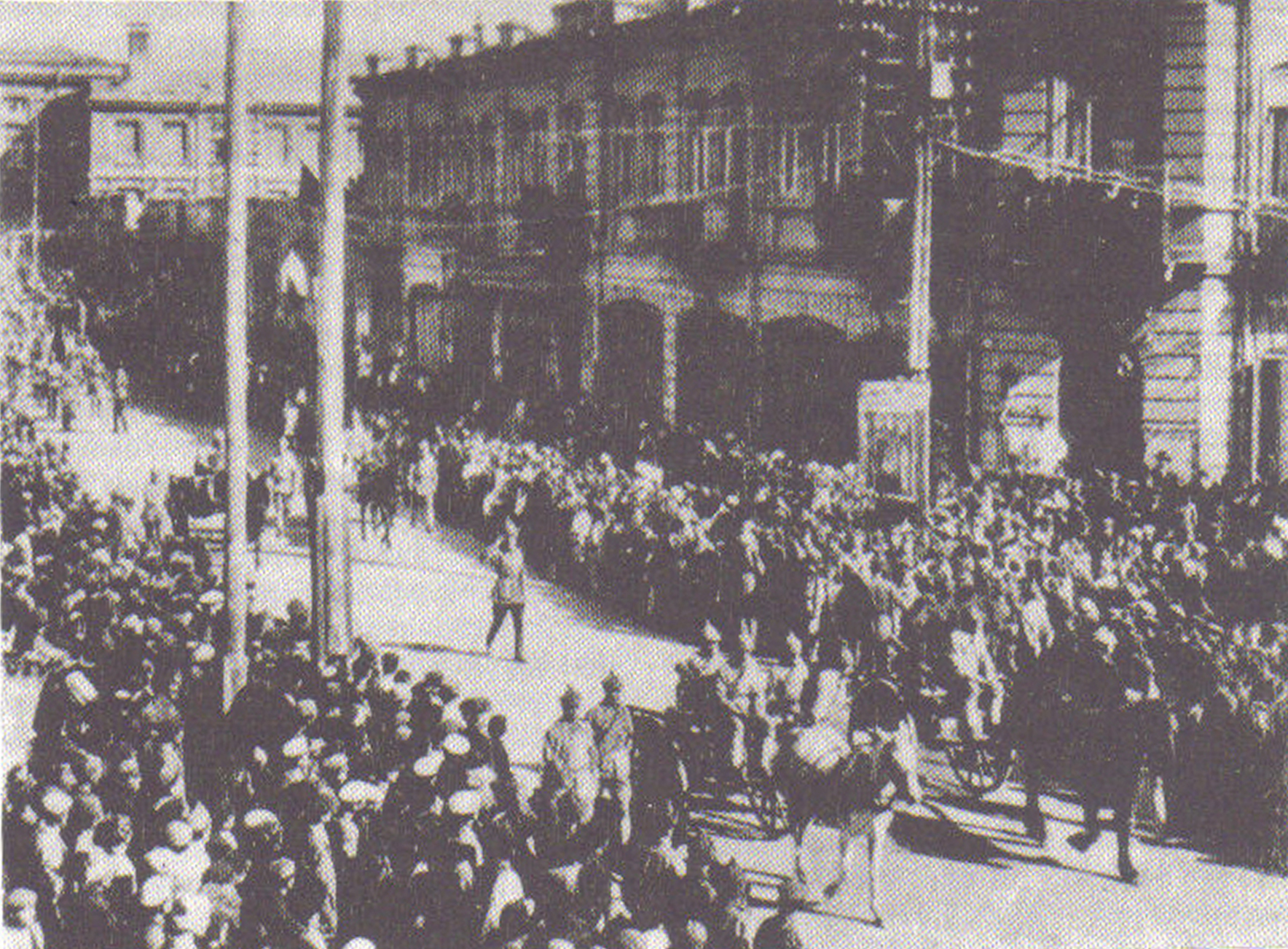
Rudá armáda vstupuje do Jerevanu

Turecká vláda zdrcená územními ztrátami, ale mírovou smlouvu z Sèvres neratifikovala. Válečný hrdina Mustafa Kemal s armádou se postavil proti smlouvě a začal bojovat proti rozdělení tureckého území.
V září 1920 turecká armáda tak zaútočila na arménskou provincii Kars a Arméni odpověděli vyhlášením války Turecku. Válka oficiálně začala 24. září 1920. Kemal poslal žádost o pomoc do bolševického Ruska. Odpovědí mu bylo zlato a zbraně zásobující turecké vojsko. Spojenectví mezi Turky a bolševiky mělo katastrofální následky pro Armény. Arménská armáda neměla proti početnějšímu a lépe vyzbrojenému nepříteli žádnou šanci. V říjnu 1920 padlo město Alexandropol a Arméni byli nuceni zažádat o mír. Byla podepsána Smlouva z Alaxandopole v prosinci 1920, která byla pro Armény velmi krutá. Arménie ztratila veškeré území západní a velkou část východní Arménie.

### Sovětizace
Výsledky války s Tureckem byly katastrofální, a tak v listopadu 1920 vypuklo proti vládě úspěšné bolševické povstání. Arménští bolševici se chopili moci a požádali sovětské Rusko o ochranu zbývajícího arménského území proti Turkům. Na konci listopadu 1920 obsadila zbývající území Arménie Rudá armáda. Členové Čeky 6. prosince 1920 přijeli do Jerevanu a oficiálně ukončili existenci Arménské demokratické republiky.
Mezi bolševiky a Tureckem byla podepsána Karská smlouva v říjnu 1921, která upravovala hranice mezi oběma státy. Do čela sovětské Arménie se postavil arménský komunista Aleksandr Myasnikyan a přičlenil arménské území k nově vzniklé Zakavkazské FSSR. Nově se objevila Arménie na mapě až v roce 1936 jako Arménská sovětská socialistická republika.

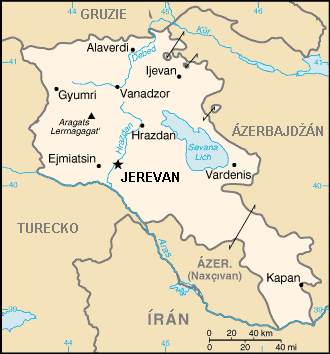
Dnešní oficiální hranice Arménie

## Odkaz Arménské DR
Ačkoliv republika existovala pouze dva roky, stala se pro Armény významnou součástí historie. Arméni obnovili svoji nezávislost 21. září 1991 po kolapsu SSSR. Nově vzniklá republika si osvojila státní vlajku a státní symboly, které se používali za existence Arménské první republiky, a prohlásila se její pokračovatelkou.
Nově vzniklý stát nezdědil pouze státní symboly, ale i nevyřešené územní spory, a to především s Ázerbájdžánem. Oblast Náhorního Karabachu pod ázerbájdžánskou správou, avšak s početnou arménskou populací, se stala opět předmětem sporu. Vypukla Karabašská válka, která se táhla do roku 1994. Konflikt skončil porážkou Ázerbájdžánu a dobytím Karabachu a dalších území Arménií. Náhorně-karabašská republika byla mezinárodně neuznána a byla podřízená Arménii. Po válce okupovala Arménie 1/3 ázerbájdžánského území. V roce 2020 proběhla tzv. 44denní válka, kdy Ázerbájdžán získal kontrolu nad částí svého území. V roce 2023 získal po jednodenní vojenské operaci kontrolu nad celým územím a separatistická republika zanikla.